# 비티나 마커스
비티나 마커스(Vitina Marcus, 1937년 3월 1일 ~ )는 미국의 배우, 영화배우, 텔레비전 배우이다.
뉴욕에서 태어났다.

## 영화
- 타임 터널 (1966년)
- 우주가족 로빈슨 (1965년)
- 베드타임 스토리 (1964년)
- 해저 여행 (1964년)
- 잃어버린 세계 (1960년)
- 네버 러브 어 스트레인저 (1958년)
- 딜론 보안관 (1955년)